# Sharon Petzold
Sharon Elizabeth Petzold (ur. 10 października 1971 w Lawrence) – amerykańska narciarka, specjalistka narciarstwa dowolnego. Jej największym sukcesem jest srebrny medal w balecie narciarskim wywalczony podczas mistrzostw świata w Altenmarkt. Zajęła również trzecie miejsce w tej samej konkurencji na igrzyskach olimpijskich w Albertville, jednakże balet narciarski był wtedy jedynie dyscypliną pokazową więc medali nie przyznawano.
Najlepsze wyniki w Pucharze Świata osiągnęła w sezonie 1991/1992, kiedy to zajęła 5. miejsce w klasyfikacji generalnej, a w klasyfikacji baletu była druga. Również w sezonie 1992/1993 była druga w klasyfikacji baletu.
W 1993 r. zakończyła karierę.

## Osiągnięcia

### Mistrzostwa świata
| Miejsce | Dzień     | Rok  | Miejscowość | Konkurencja      | Zwycięzca   |
| ------- | --------- | ---- | ----------- | ---------------- | ----------- |
| 15.     | 11 lutego | 1991 | Lake Placid | Balet narciarski | Ellen Breen |
| 2.      | 12 marca  | 1993 | Altenmarkt  | Balet narciarski | Ellen Breen |

### Puchar Świata

#### Miejsca w klasyfikacji generalnej
- sezon 1990/1991: 28.
- sezon 1991/1992: 6.
- sezon 1992/1993: 9.

#### Miejsca na podium
1. Skole – 24 lutego 1991 (Balet) – 3. miejsce
2. Zermatt – 10 grudnia 1991 (Balet) – 2. miejsce
3. Piancavallo – 16 grudnia 1991 (Balet) – 2. miejsce
4. Morzine – 16 stycznia 1992 (Balet) – 2. miejsce
5. Breckenridge – 17 stycznia 1992 (Balet) – 2. miejsce
6. Lake Placid – 23 stycznia 1992 (Balet) – 2. miejsce
7. Oberjoch – 31 stycznia 1992 (Balet) – 2. miejsce
8. Madarao – 6 marca 1992 (Balet) – 3. miejsce
9. Altenmarkt – 12 marca 1992 (Balet) – 3. miejsce
10. Tignes – 10 grudnia 1992 (Balet) – 3. miejsce
11. Tignes – 10 grudnia 1992 (Balet) – 3. miejsce
12. Piancavallo – 17 grudnia 1992 (Balet) – 3. miejsce
13. Whistler Blackcomb – 8 stycznia 1993 (Balet) – 3. miejsce
14. Lake Placid – 21 stycznia 1993 (Balet) – 1. miejsce
15. Le Relais – 29 stycznia 1993 (Balet) – 2. miejsce
16. Gstaad – 19 lutego 1993 (Balet) – 1. miejsce
17. Oberjoch – 19 marca 1993 (Balet) – 3. miejsce
18. Oberjoch – 19 marca 1993 (Balet) – 3. miejsce
19. Lillehammer – 26 marca 1993 (Balet) – 1. miejsce
20. Lillehammer – 26 marca 1993 (Balet) – 3. miejsce

- W sumie 3 zwycięstwa, 7 drugich i 10 trzecich miejsc.